# American Stock Exchange
NYSE American, precedentemente noto come American Stock Exchange (AMEX), e più recentemente come NYSE MKT, è una borsa valori statunitense situata a New York.  
L'AMEX era precedentemente una mutua assicuratrice fondata nel 1908. Fino al 1953 era conosciuto come il New York Curb Exchange.
La multinazionale finanziaria NYSE Euronext ha acquisito l'AMEX il 1º ottobre 2008 con AMEX integrata con la borsa europea di Alternext e ribattezzata NYSE Alternext US. Nel marzo 2009, NYSE Alternext US ha cambiato nome in NYSE Amex Equities; il 10 maggio 2012 NYSE Amex Equities ha cambiato nuovamente nome in NYSE MKT LLC.
In particolare, NYSE American integra le funzionalità della NYSE, come i Market Maker Designati elettronici (e-DMMs), che hanno il compito di fornire quotazioni per ogni società quotata su NYSE American. Questa caratteristica è combinata con il modello di esecuzione basato su prezzo e tempo completamente elettronico, un approccio simile a quello adottato da NYSE Arca.